# Iguatemi São Carlos
O Iguatemi São Carlos é um shopping localizado na Passeio dos Flamboyants, n° 200, no bairro nobre são-carlense do Parque Faber I. Foi inaugurado em 29 de setembro de 1997, sendo o pioneiro e ainda o único na cidade.
O Iguatemi de São Carlos foi criado como shopping regional, para atender a cerca de 41 cidades da região central do estado de São Paulo.
O shopping reúne lojas de grifes nacionais e internacionais. Conta com três salas de cinema, uma agência bancária e 101 lojas, sendo 5 delas lojas âncoras, Casas Pernambucanas, Pão de Açúcar, C&A, Renner ,Riachuelo e outras como Ponto Frio , Cobasi e Outback, porém comparado a outros shoppings do Iguatemi, é considerado inferior. 
Trata-se de um cartão de visitas de São Carlos.
Em 2024, o Grupo Iguatemi vendeu sua participação no shopping. Atualmente é administrado pela AD Shopping Agência de Desenvolvimento de Shopping Centers.
A Universidade de São Paulo nas comemorações dos seus 75 anos de existência fez uma "Exposição de Ciência e Tecnologia" no shopping.

## Expansão
O shopping passou por sua segunda expansão e agora tem mais 2.871 m² de ABL (Área Bruta Locável), totalizando 21.893 m². A primeira parte da expansão entregou mais uma âncora, a Renner, primeira do shopping a ter dois pisos e escada rolante. Também foi entregue a nova loja da Polishop, o novo Parks & Games na praça de alimentação, o Chiquinho Sorvetes e a nova alameda de serviços, que liga o complexo ao Hipermercado Extra. Já na segunda etapa, as novidades ficaram por conta da Riachuelo,Lupo,Pandora, Track & Field, Vivara, Capodarte, Puket e da nova megaloja do Ponto-Frio. O empreendimento também conta com a  gráfica Color Graphic, lavanderia Ecoprime, clínica de vacinas, bancos e a realocação da Lotérica Bolão da Sorte. Com a abertura da Renner e da Riachuelo, o Iguatemi São Carlos passou a ter 5 lojas do tipo âncora.
Como parte das obras de expansão, o cinema foi totalmente revitalizado. Sua reinauguração foi em dezembro de 2013 com todas as salas no formato stadium e telas gigantes - sendo duas salas com tecnologia 3D. O projeto da Cinematográfica Araújo contempla ainda reforma completa de foyer, bombonière e sanitários. Novos serviços também foram agregados, como: compra de bilhete com lugar marcado, compra de bilhete pela internet e poltronas de dimensão maiores, com encosto reclinável, assento fixo e braços móveis.
A expansão teve início em agosto de 2013, a primeira etapa foi entregue em 3 de julho de 2014, já o restante da expansão foi inaugurado em dezembro de 2014.

https://www.saocarlosagora.com.br/cidade/conheca-shoppings-administrados-pela-ad-shopping-nova-gestora-do/171329/